# Gianluca Schiavon
Gianluca Schiavon (Pieve di Cadore, 18 agosto 1967) è un batterista italiano.

## Biografia
Inizia la sua carriera negli anni novanta, suonando soprattutto in ambito blues con Andy J. Forrest, Rudi Rotta, Artur Miles, Kenny Holliday, Fandango Band, successivamente con i Gang, Jack Daniel's Lovers e Federico Poggipollini; contemporaneamente, accompagna Paolo Rossi e Aldo Giovanni e Giacomo in spettacoli live, suonando anche in cover band fra cui Blues Mobile e Joe Di Brutto.
Alla fine degli anni '90 comincia ad avvicinarsi all'indie rock, suonando con Umberto Palazzo e il Santo Niente, Cut, One Dimensional Man, Yuppie Flu, Moltheni, con il quale registra svariati dischi. Nel 2004 diventa padre e nel 2007 entra a far parte degli Skiantos come batterista, insieme registrano tre dischi. Vince il premio Tenco nel 2010 e suona al V Day . Collabora con Vasco Rossi per il video di Manifesto futurista della nuova umanità. e di Dannate nuvole. Suona con Tony Green, Charlie Wood, Willie Wee Walker, Rick Hutton e con Sergent Garcia.
A Bologna, dove vive, insegna alla scuola di musica Preludio.